# Львица (корвет, 1865)
«Львица» — 9-пушечный парусно-винтовой корвет Черноморского флота Российской империи. Один из двух 9-пушечных корветов, заложенных в Николаеве после окончания Крымской войны для доведения на Чёрном море количества корветов до шести, разрешенных условиями Парижского мирного договора.

## Описание корвета
Парусно-винтовой корвет стандартным водоизмещением 795 тонн, полным — 885 тонн. Длина судна составляла 49,8 метра, ширина 9,4 метра, осадка — 4 метра. На корвете была установлена паровая машина мощностью 411 л. с. и один гребной винт. Экипаж судна состоял из 175 человек. Корвет развивал наибольшую скорость до 8,5 узлов. Первоначальное вооружение судна состояло из одной 36-фунтовой пушка № 1, восьми 36-фунтовых пушко-карронад и двух 10-фунтовых «единорогов». На 1873 год вооружение составляли две 6-дюймовые пушки образца 1867 года и шесть 9-фунтовых пушек образца 1867 год, а к 1875 году — три 6-дюймовые и четыре 9-фунтовые пушки.

## История службы
Корвет «Львица» был заложен в Николаеве 18 (30) октября 1863 года, спущен на воду 1 (13) июня 1865 года, а в следующем году введён в строй в составе Черноморской флотилии. Строительство вёл корабельный мастер поручик Александров.
В 1866 году под командованием капитана 2-го ранга И. И. Дефабра выходил в плавания к восточным берегам для усмирения восставших абхазцев.
8 (20) декабря 1879 года корвет «Львица» был выведен из боевого состава флота и сдан Николаевскому порту на хранение. 31 июля (12 августа) 1893 года исключен из списков судов флота и переоборудован в блокшив. В 1902 году числился в качестве «Блокшива № 4», в качестве которого служил до 1905 года, пока не был продан на слом.